# Jules Joffrin (stanice metra v Paříži)
Jules Joffrin je nepřestupní stanice pařížského metra na lince 12 v 18. obvodu v Paříži. Nachází se pod náměstím Place Jules Joffrin mezi radnicí 18. obvodu a kostelem Notre-Dame-de-Clignancourt.

## Historie
Stanice byla otevřena 31. října 1912, když sem byla ze stanice Pigalle prodloužena tehdejší linka A, kterou provozovala společnost Compagnie Nord-Sud. 23. srpna 1916 odtud pokračovala linka A do stanice Porte de la Chapelle. Po sloučení se společností Compagnie du Métropolitain de Paris obdržela linka v roce 1930 číslo 12.
V letech 2008-2009 prošla stanice rekonstrukcí, při níž bylo vyměněno keramické obložení stěn a proběhla sanace. Aby nemusela být stanice uzavřená pro provoz, většina práce probíhala v noci.

## Název
Jméno stanice je odvozeno od názvu náměstí Place Jules Joffrin. Jules Joffrin (1846-1890) byl městský radní a poslanec 18. obvodu.

## Vstupy
Stanice má dva vchody:
- Place Jules Joffrin u domu č. 2
- Rue Ordener u domu č. 115